# Везуз
Везуз (фр. Vezouze) је река у Француској. Дуга је 75 km. Улива се у Мерт. 